# Szokolszkojei járás

A Szokolszkojei járás a Nyizsnyij Novgorod-i területen

A Szokolszkojei járás (oroszul Сокольский район) Oroszország egyik járása a Nyizsnyij Novgorod-i területen. Székhelye Szokolszkoje.

## Népesség
- 1989-ben 19 559 lakosa volt.
- 2002-ben 16 137 lakosa volt.
- 2010-ben 14 139 lakosa volt, melynek 98,4%-a orosz.